# Philokalia
Philokalia, magyarosan Filokália (ógörögül:  φιλοκαλία, jelentése a. m. „a szépség szeretete”,  ti. az erényé, vagy a lelki szépségé) a keleti (ortodox) kereszténység ókeresztény és középkori szerzetesatyáinak tanításából való 18. századi görög nyelvű gyűjtemény.

## Története
A XVIII. század vége felé az athoszi szerzetes, Nikodémosz (1749–1809) sok írást gyűjtött össze az aszketikus nevelés értelméről, és a gyűjteményt 1782-ben könyv alakban Velencében megjelentette. A könyv 1207 kéthasábos negyedív oldalból állt. A szöveget majdnem teljesen ógörög nyelven írták. A nyomtatás költségeit a Moldvai Fejedelemség és a Havasalföldi Fejedelemség görög, akkoriban nagy hatalmú uralkodó családjának egyik tagja: Johannes Maurogordatusz vállalta magára. A Filokália címének megválasztásában talán közrejátszott a Órigenész Philocaliajának emléke; talán a görögök harmonikus életeszményének is hatása volt rá – hiszen a görög kultúrkörben keletkezett, amely a tökéletes lelki élet szépségét keresztény valóságnak tekintette.
A könyv hosszabbrövidebb kivonatokat tartalmaz 38 aszketikus író műveiből, akik egy kivételével valamennyien görög nyelvterülethez tartoztak. Nikodémosz írta a bevezetést, és a rövid életrajzi ismertetéseket az egyes szerzőkhöz.
A Filokália nagyon gyorsan elterjedt. Amikor hamarosan két kötetben egyházi szláv fordításban is megjelent, a szlávok számára is hozzáférhetővé vált. Oroszországban csakhamar nagy elismerésre talált. A könyv alapgondolatai megfeleltek az orosz vallásosság szellemének.

## Tartalmazott szerzők
| Szerzetesatyák a Philokalia 5 kötetében | |
| - 1. kötet: 1. Gázai Szent Ézsaiás (?–391) 2. Evagriosz Pontikosz (345–399) 3. Cassianus Szent János (370 k.–435) 4. Remete Szent Márk (5. század) 5. Sínai Szent Hészükhiosz (7. század) 6. Ankürai Szent Nilus (?–430 k.) 7. Photikéi Szent Diadokhosz (400 k.–474/486) 8. Karpathoszi Szent János (7. század) 9. Remete Szent Antal (251–356) | - 4. kötet: 1. Új Teológus Szent Simeon (949–1022) 2. Nikétasz Sztéthatosz (1005 k.–1090 k.) 3. Philadelphiai Theoleptosz (1252–1322/1326) 4. Hészükhaszta Szent Niképhorosz (13. század) 5. Sínai Szent Gergely (1255 k.–1346) 6. Palamasz Szent Gergely (1296–1359) |
| - 2. kötet: 1. Edesszai Szent Theodórosz (9. század) 2. Hitvalló Szent Maximosz (580 k.–662) 3. Líbiai Szent Thalassziosz (7. század) 4. Damaszkuszi Szent János (645 k.–749?) 5. Egyiptomi Szent Philemon (6.–7. század) 6. Szent Theognosztosz (14. század)                                                                                    | - 5. kötet: 1. II. Kallixtosz konstantinápolyi pátriárka (?–1397 után) 2. Xanthopuloszész Ignác (14. század) 3. Kalisztosz Angelikudisz (?) 4. Kalisztosz Tilikudisz (?) 5. Kalisztosz Katafügiotisz (?) 6. Thesszalonikai Szent Simeon (?–1429) 7. egy ismeretlen 8. Új Teológus Szent Simeon (2x) 9. Sínai Szent Gergely (2x) |
| - 3. kötet: 1. Sínai Szent Philotheosz (9.–10. század) 2. Presbiter Szent Illés (11.–12. század?) 3. Szent Theophaniosz (?) 4. Damaszkuszi Szent Péter (12. század) 5. Metaphrasztész Szent Simeon (?–987) | Megjegyzés: egyes kiadások tartalmaznak még más atyákat is: 1. Alexandriai Szent Makariosz (301–391) 2. Szír Szent Efrém (306–373) 3. Palesztinai Szent Zoszimosz (423–523) 4. Nagy Szent Barszanophiosz és társa, János (6. század) 5. Gázai Szent Dorotheosz (505 k.–565 k.) 6. Lépcsős Szent János (579–649) 7. Sztudita Szent Theodórosz (759–826) 8. Eugenikosz Szent Márk (1392–1443) 9. Kavszokalübitész Szent Maximosz (?–1365) |

## Fordítás
- Ez a szócikk részben vagy egészben  a   Philokalia című angol Wikipédia-szócikk fordításán alapul.  Az eredeti cikk szerkesztőit annak laptörténete sorolja fel. Ez a jelzés csupán a megfogalmazás eredetét és a szerzői jogokat jelzi, nem szolgál a cikkben szereplő információk forrásmegjelöléseként.